# Heikki Asunta

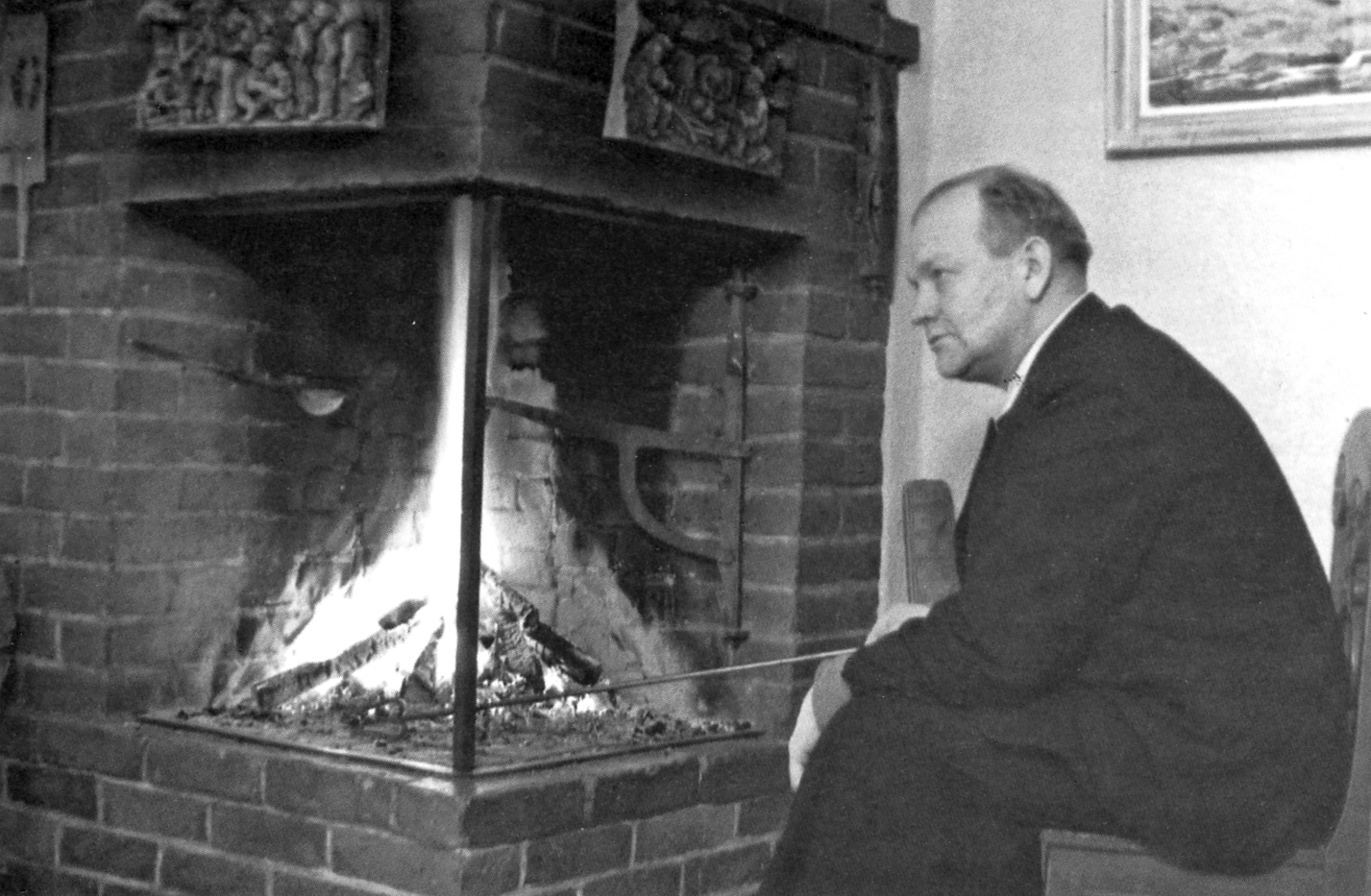
Heikki Asunta år 1949 i Ruovesi.

Uuno Taavi Heikki Asunta, född 25 juni 1904 i Ruovesi, död där 28 juni 1959, var en finländsk målare och författare.
Heikki Asunta genomgick Finska Konstföreningens ritskola 1922–23 och debuterade som bildkonstnär 1924. Som målare skildrade han främst sin tavastländska hembygd. Den gamla allmogemiljön inspirerade även hans författarskap; han utgav från slutet av 1920-talet en rad diktsamlingar, ett par romaner och ett skådespel. I olika repriser skrev han litteraturkritik i Aamulehti och verkade aktivt för sin hembygd och bland annat dess museum.
Asuntas ateljé i Ruovesi öppnades 1979 för allmänheten.